# Самарська ікона Пресвятої Богородиці
Самарська ікона Пресвятої Богородиці — це християнська православна ікона, яка була святинею Запорізького козацтва в Наддніпрянській Україні на 24 квітня.
Ікона з'явилася в селі Нові Кодаки, 7 км на північний захід від Катеринослава, приблизно в XVIII столітті. Її походження, як вважають, лежить на сході. До середини 1760-х років ікону зберігали в місцевій церкві Святого Миколая. Вона приваблювала багатьох паломників, зокрема високопоставлених офіцерів та генералів. Сьогодні ікону зберігають у центрі Троїцького собору в Дніпрі.